# الکساندر هال (بازیکن فوتبال)
الکساندر هال (انگلیسی: Alexander Hall; ۳ دسامبر ۱۸۸۰ – ۲۵ سپتامبر ۱۹۴۳) بازیکن فوتبال اهل بریتانیا بود.
وی به‌همراه باشگاه فوتبال گالت به قهرمانی بازی‌های المپیک تابستانی ۱۹۰۴ دست پیدا کرده‌است.